# Castro Caldelas
Castro Caldelas (tradicionalmente conocido en castellano como Castro de Caldelas) es un municipio español situado en la parte septentrional de la provincia de Orense, en la comunidad autónoma de Galicia en España. Está situado en el derrame norte del gran nudo orográfico formado por las sierras de San Mamede y Queija, en el macizo Central Orensano. El término municipal de 16 parroquias y 86 entidades de población, se organiza en torno a la capital, Castro Caldelas, que es, además, el centro histórico y funcional de la comarca de Tierra de Caldelas.
Lo más interesante es el conjunto de la villa -emplazada estratégicamente-, con la fortaleza medieval que la remata.
Está catalogado como Uno de Los Pueblos Más Bonitos de España desde el año 2018 y pertenece desde entonces a la asociación homónima.

## Geografía
Está situado en el derrame septentrional del gran nudo orográfico formado por las sierras de San Mamede y Queija. El Sil constituye su separación con la provincia de Lugo. Al estar situado en el margen del río Sil, diremos que estamos situados en un municipio de montaña y de ribera, a la vez que se le incluye en la Ribeira Sacra.
El punto más elevado se encuentra en la Pena da Cruz, a 1289 m de altitud, por el contrario encontramos los 230 m a los que se encuentra el río Sil.
El río Edo o Caldelas, afluente del Sil, baña la mitad occidental del municipio. 
El territorio se caracteriza por la alternancia de bosques de robles y castaños, sobre todo al norte. Las tierra dedicadas al cultivo son escasas, por el contrario abundan los prados. El suelo productivo representa sólo una cuarta parte, gracias al predominio de pendiente y suelo rocoso.

## Historia

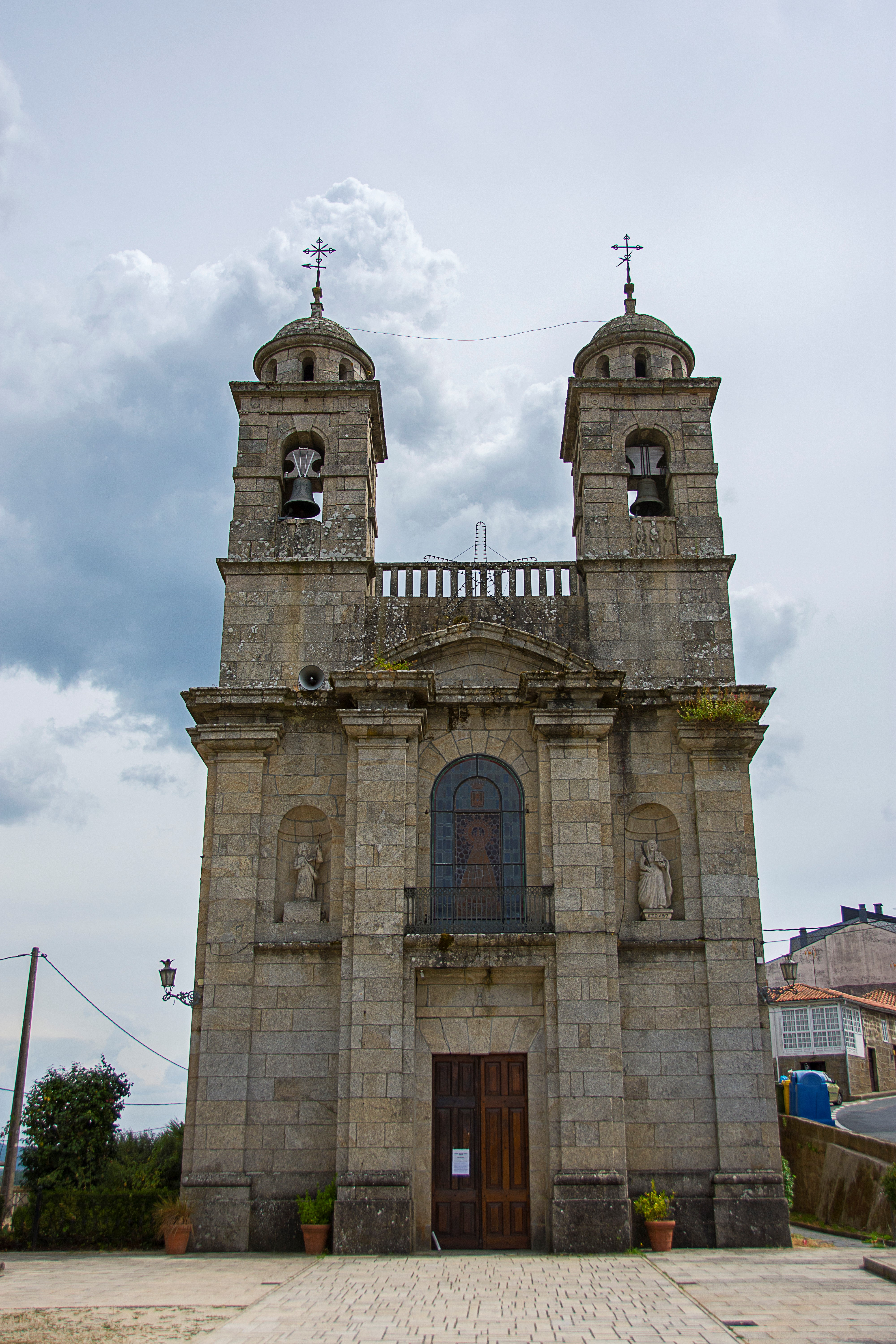
Iglesia de Nuestra Señora de los Remedios.

Se considera que estas tierras ya estaban habitadas hace 4500 años. Dos necrópolis situadas en el Burgo y en la Sierra de Mazaira nos llevan a situar los primeros pobladores en la época megalítica.
De la Edad de Bronce encontraremos en la Veiga de Sas una roca grabada con petroglifos en forma de cueva. En la Edad del Hierro se desarrolla la Cultura Castrexa. Hallándose restos en Castro de Paradela, O Castriño da Cerca (Sierra de Mazaira) o Outeiro da Torre (San Martiño).
La romanización llegó a estas zonas entre el 137 a.c y el 19 a. C. Por esta zona pasaría la XVIII Via del itinerario de Antonio o Via Nueva de Braga a Astorga. Los romanos frecuentaron esta zona en busca de oro, que encontraron. En la aldea de Burgo se situaría la Mansio Praesidium, parada de los viajeros que recorrían dicho camino. En esta zona existen abundantes restos arqueológicos.
Después de que los suevos se hicieran con el poder en Galicia, cambia la forma de vida. En el año 585 fueron sustituidos por los visigodos, que trajeron la cristianización a la zona.
En la Edad Media, concretamente en el siglo IX, se hallan las primeras referencias con el nombre actual.

## Geografía humana

### Demografía
Cuenta con una población de 1238 habitantes (INE 2024).
| Gráfica de evolución demográfica de Castro Caldelas entre 1842 y 2024                                                 |
| |
| Población de derecho según los censos de población del INE. Población de hecho según los censos de población del INE. |

### Organización territorial
El municipio está formado por noventa y ocho entidades de población distribuidas en dieciséis parroquias:
- Abeleda (Santa Tecla)[4]
- Alais (San Pedro)
- Camba (San Juan)[4][8]
- Castro Caldelas (San Sebastián)
- El Burgo[6] (San Pedro)[4][9]
- Folgoso (Santiago)
- Mazaira (Santa María)
- Paradela (San Vicente)[4][10]
- Pedrouzos (San Mamed)[4][11]
- Poboeiros (San Juan)[4][12]
- San Payo[4][6][13]
- Sas de Penelas (San Pedro Fiz)[4][14]
- Trabazos (Santa Eulalia)[4]
- Tronceda (Santiago)
- Villamayor[6] (Santa María)[4][15]
- Vimieiro (San Juan)[5]

## Patrimonio
Durante la Edad Media se construyen dos monasterios, el Monasterio de San Juan de Camba y el de San Paio de Abeleda. Del primero se tienen noticias del año 963, aunque en sus ruinas hallamos sarcófagos que pueden fecharse en el siglo VII. En cuanto al de San Paio de Abeleda podríamos situar su fundación sobre el siglo X, pero hasta el año 1127 no se halla documentación que certifique su existencia.
Otra de las obras arquitectónicas que marcará la Edad Media será el 
Castillo de Castro Caldelas.
Durante el siglo X la familia Gutier Menéndez se hizo con las tierras de Caldelas gracias a las donaciones de los reyes Sancho Ordóñez, Ramiro II y Ossino. La época medieval fue de gran esplendor. Así, en el siglo XII se convirtió en villa de realengo gracias de los fueros que le concedieron en 1172 Fernando II, Emperador de Galicia, León y Asturias, y en 1228 Alfonso IX. En el siglo XIV pasó a manos de don Pedro Fernández de Castro por donación del rey Alfonso XI, aunque pronto pasaría a manos de los condes de Lemos.
El castillo de Castro Caldelas fue testigo de episodios históricos tales como las Revueltas Irmandiñas, entre las que la tradición oral sitúa al propio mariscal Pero Pardo de Cela, así como del asentamiento de una importante colonia judía.
Buena parte de la fortaleza fue derribada durante las Revueltas Irmandiñas, siendo reconstruida por don Rodrigo Enríquez Osorio, conde de Lemos, a costa de aumentar considerablemente los impuestos a los vecinos, situación que motivó pleitos entre el concello y el conde en la Audiencia de Valladolid, que fueron por fin resueltos en 1534 por el rey Carlos I a favor de los vecinos.
Durante la Edad Moderna la abigarrada fortaleza se convirtió en una construcción renacentista de carácter marcadamente palaciego. El último episodio militar que protagonizó el castillo fue durante la Guerra de la Independencia, el ataque dirigido por los caldelaos al 15.º regimiento de la división del general Marchand, quien como represalia mando incendiar la villa y el castillo, perdiéndose en dicho incendio importante documentación sobre la historia de la comarca. A partir de 1794 el señorío de Lemos se incorporó a la casa de Alba a través del XVIII conde de Lemos, Carlos Miguel Fitz-James Stuart. El edificio estuvo habitado hasta el siglo XIX por Sol Stuart, pariente de los Duques de Alba.
El incendio del castillo es uno de los hechos más destacados de la época contemporánea, y refleja la invasión francesa y resistencia de los habitantes de la villa a estos.
Por último cabe destacar sus casi dos decenas de Iglesias que nos muestran cantidad de estilos arquitectónicos.

## Economía
La división de la población por sectores económicos de producción se fija con el 54,8% de población en el sector terciario, en segundo lugar aparece el primario con un 25,8%, y por último el secundario con un 19,8%.

## Política
El ayuntamiento de Castro Caldelas está gobernado por el PSOE.
| Resultado elecciones municipales del 28 de mayo de 2023 en Castro Caldelas |            |
| Nombre                                                                     | Concejales |
| Partido dos Socialistas de Galicia                                         | 5          |
| Partido Popular de Galicia                                                 | 4          |

## Clima
Los inviernos son fríos, y los veranos suaves. Abundan las lluvias sobre todo en la época invernal.